# 청둥오리
청둥오리(영어: mallard)는 오리과의 새이다. 야생오리 중 가장 흔한 종으로 집오리의 원종이다.

## 특징
대한민국에 서식하는 오리류 중 흰뺨검둥오리와 함께 가장 흔하게 관찰되는 종이며, 겨울철새이자 텃새이다. 낮에는 주로 물이나 물가의 모래톱 등에서 먹이활동을 하거나 휴식을 하다가 해질녘에 농경지로 이동해 낱알 등을 먹는다. 발쪽에 동맥과 정맥이 붙어있어 열교환 장치 역할을 해 추운 겨울 결빙된 호수의 얼음 위에서도 휴식을 취한다. 곡식을 좋아하기 때문에 가을 추수기에는 농작물에 피해를 주기도 한다. 이동 시기에는 약 88.5km를 이동한다.

## 모습
집오리보다 좀 작아 몸길이 50-70cm정도이다. 수컷은 번식기에 몸 빛깔이 화려하게 바뀌는데, 머리는 광택이 나는 녹색이고, 목에는 흰색 테두리가 있으며, 가슴은 자줏빛 나는 밤색이다. 또한 등은 회색이며, 꼬리 중앙의 검은색 깃털은 끝이 위로 말려 있다. 이에 비해 암컷의 몸 빛깔은 흐린 갈색이다. 이때에는 성적 이형성을 보여준다. 그러다가 수컷은 번식이 끝나면 화려한 번식깃이 암컷과 비슷한 소박한 색의 깃털로 바뀐다.

## 번식
땅 위에 둥지를 만들어 흐린 노란색 또는 녹색 알을 8-10개 낳는다. 수컷은 암컷이 알을 낳으면 둥지를 떠나 수컷들만의 무리를 만들며, 새끼를 키우는 것은 암컷이 전담한다. 낮에는 해안·연못 등에서 쉬다가 밤에 나와 풀씨·곤충·새우·게·열매 등을 잡아먹는다. 러시아·일본 등지에서 번식하고, 9-11월에 남쪽으로 날아와서 겨울철을 보낸다.

## 사진첩

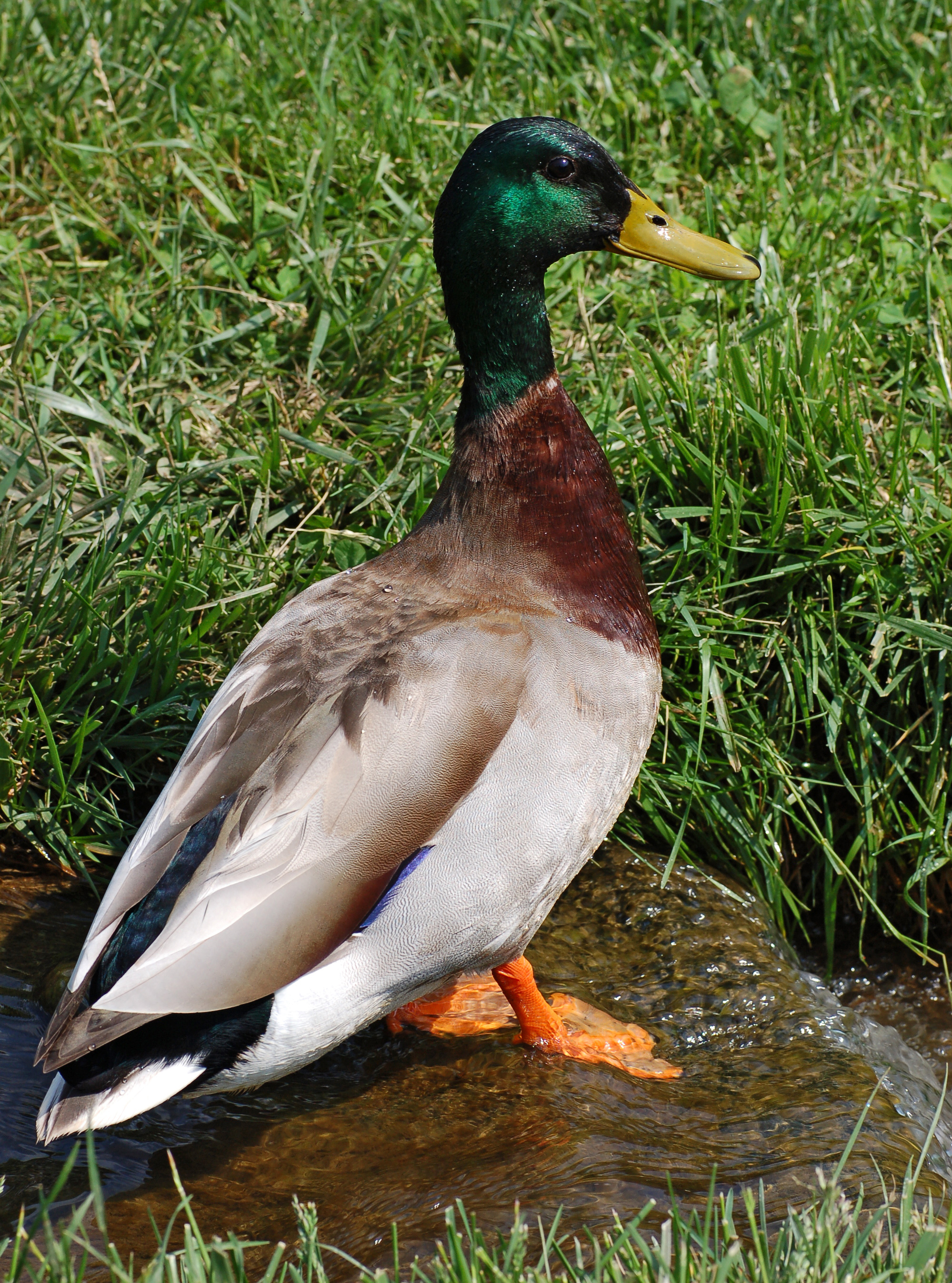
서 있는 수컷 청둥오리
보금자리에 있는 다 성장한 암컷
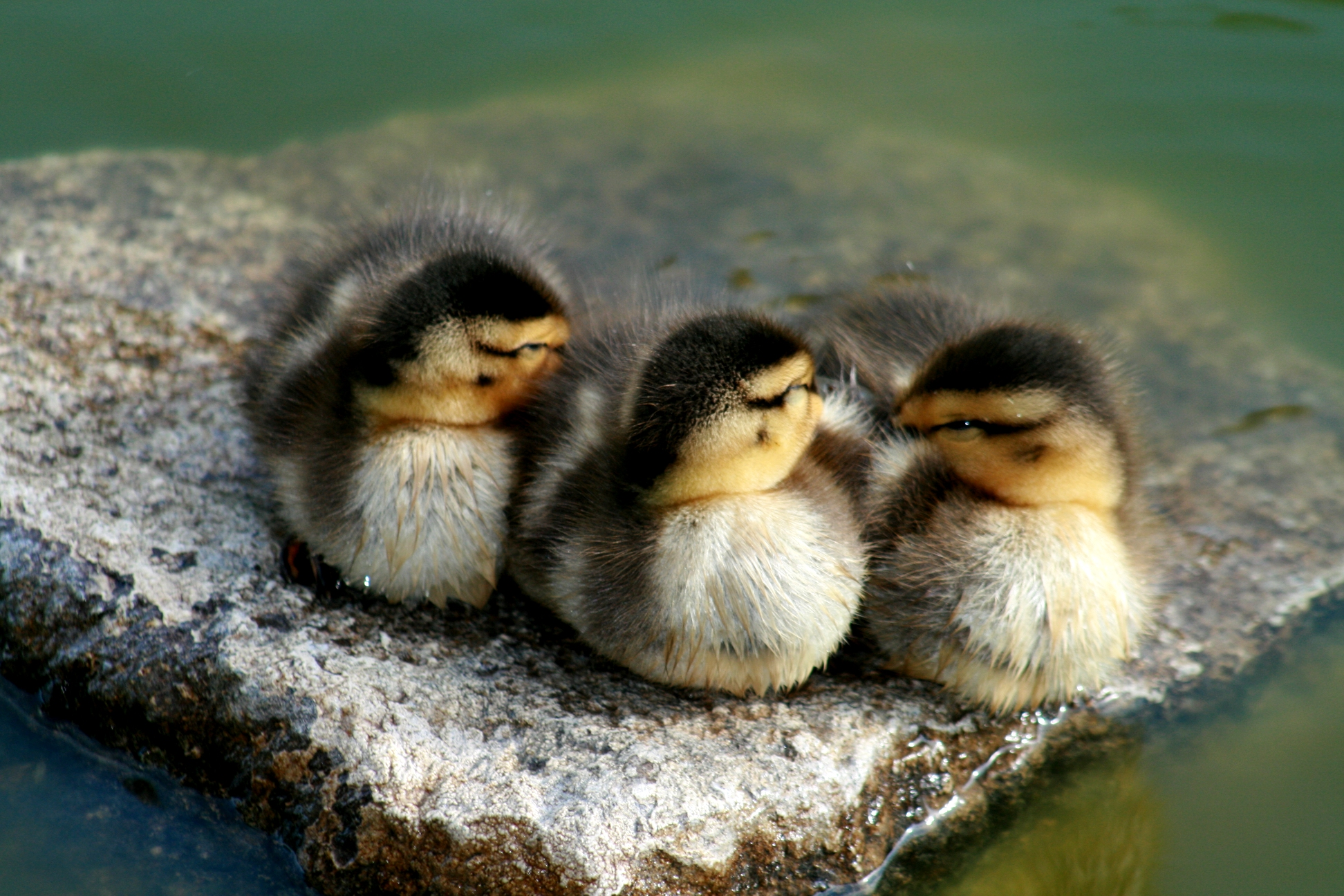
오리 새끼 세 마리
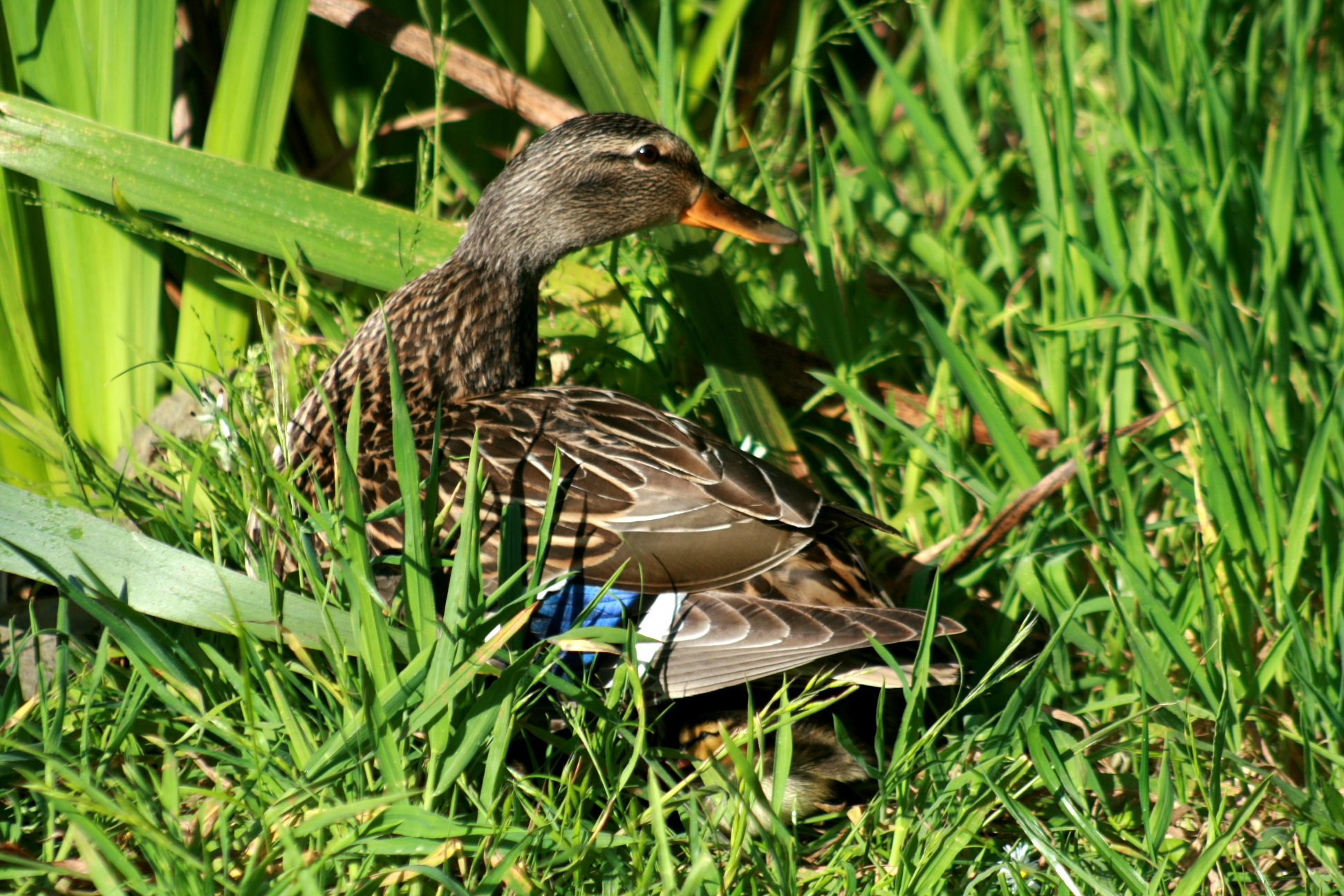
새로 알을 깐 새끼 오리들이 어미 품 속에 숨어 있다.
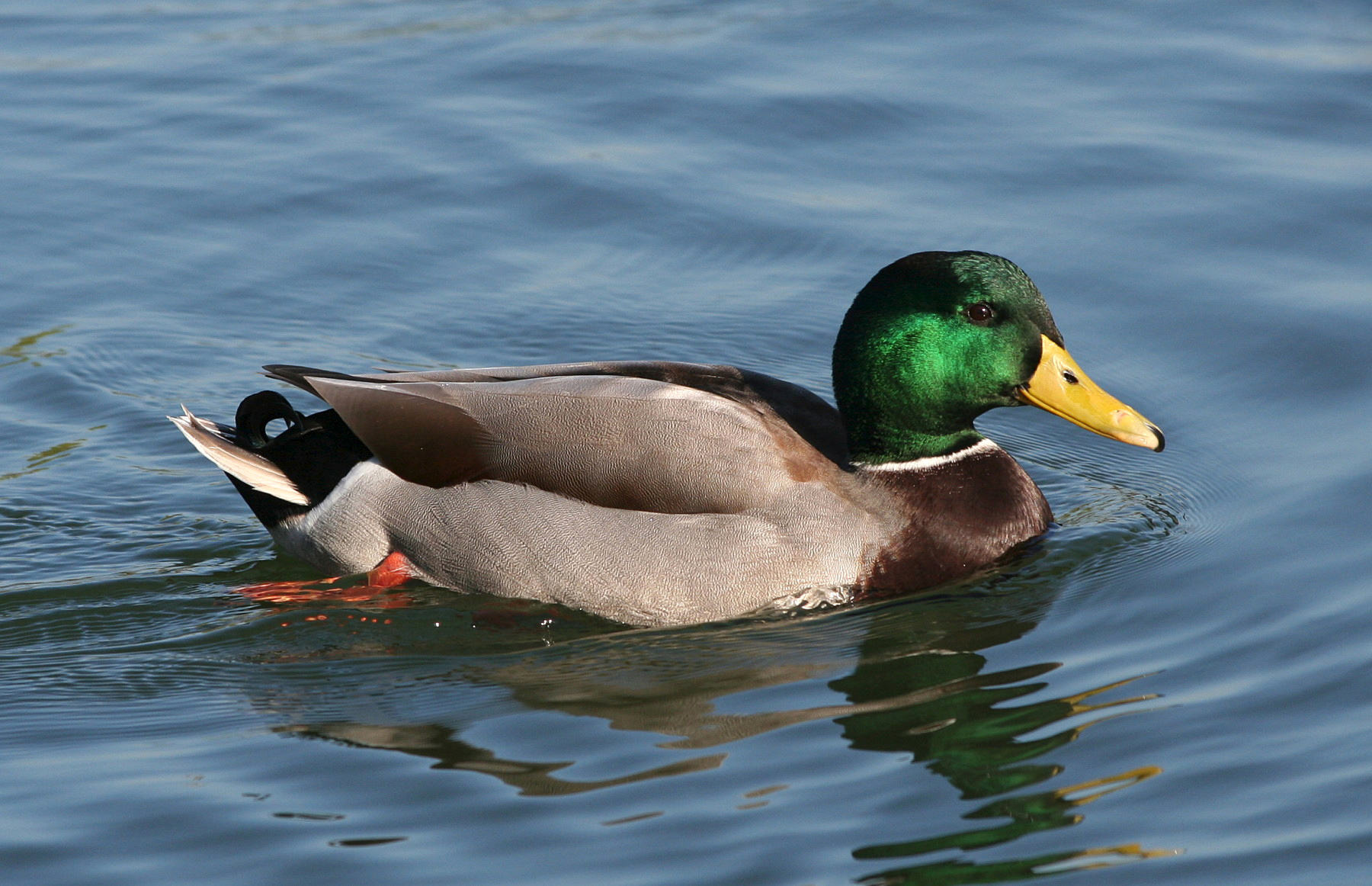
헤엄치는 청둥오리.
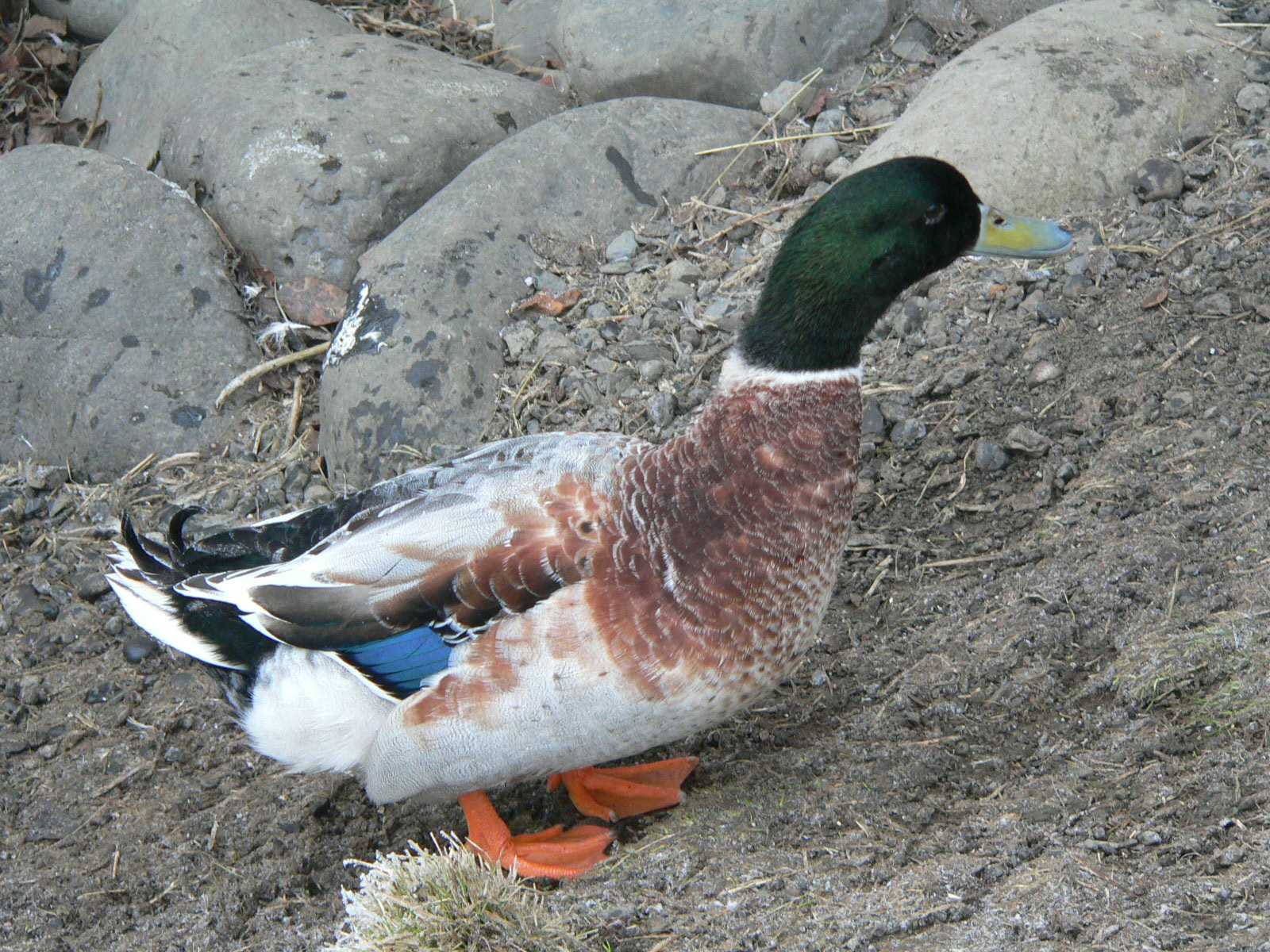
아이슬란드에서 촬영된 가축화된 청둥오리
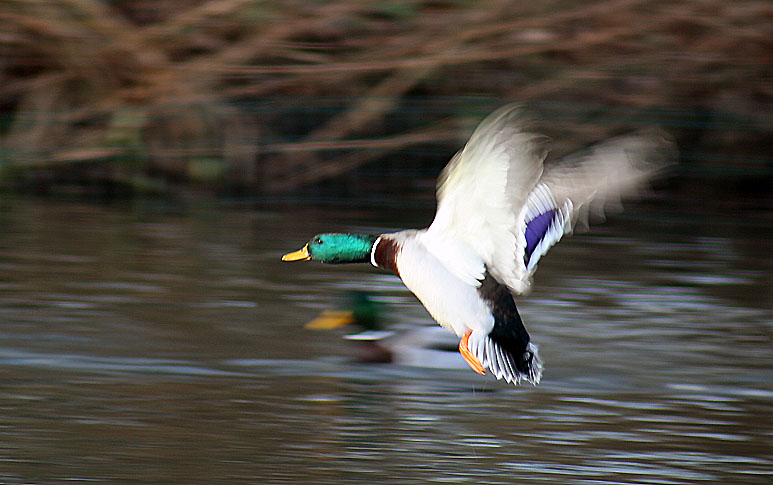
날아다니는 수컷 청둥오리
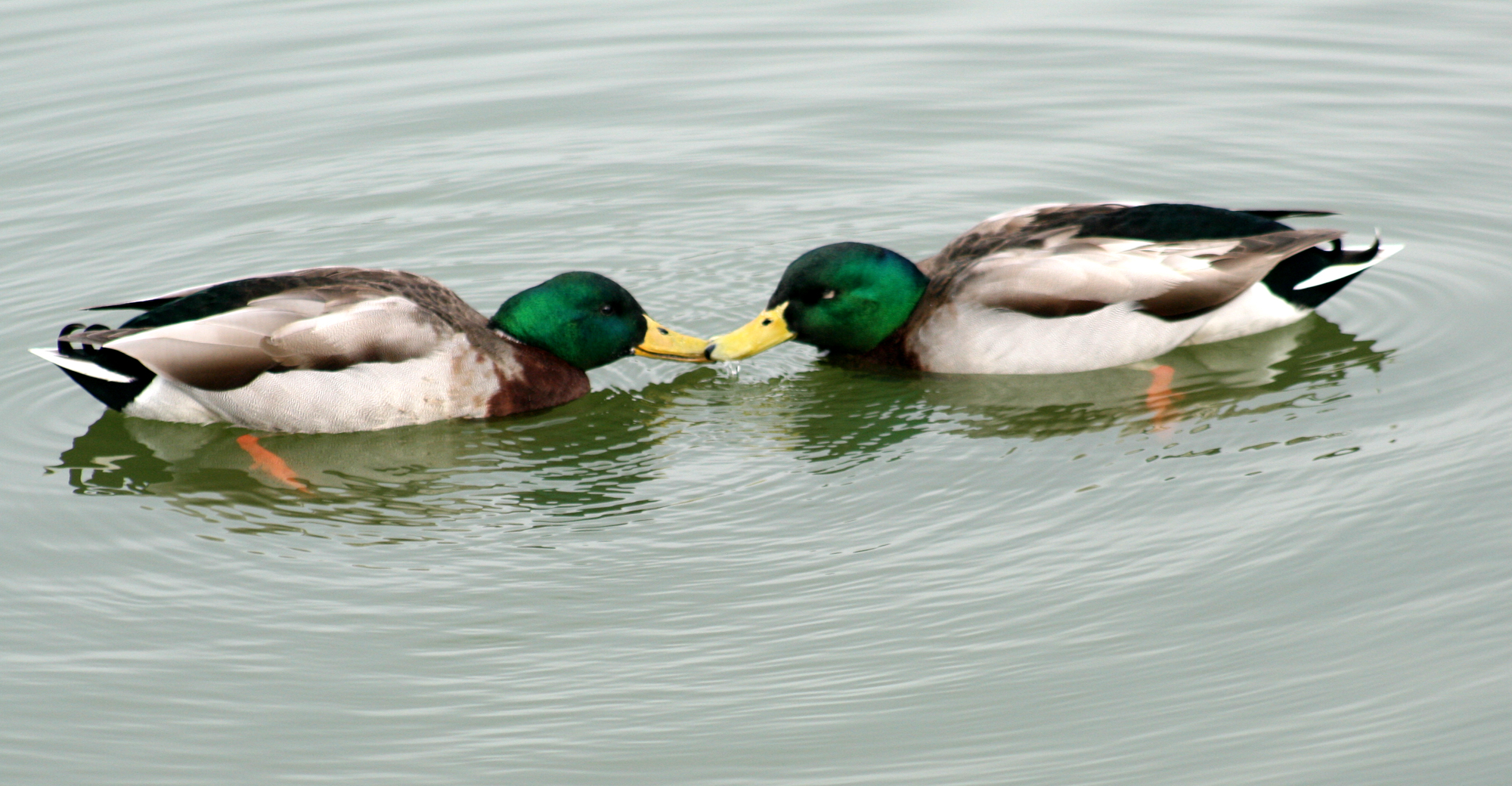
두 마리 수컷
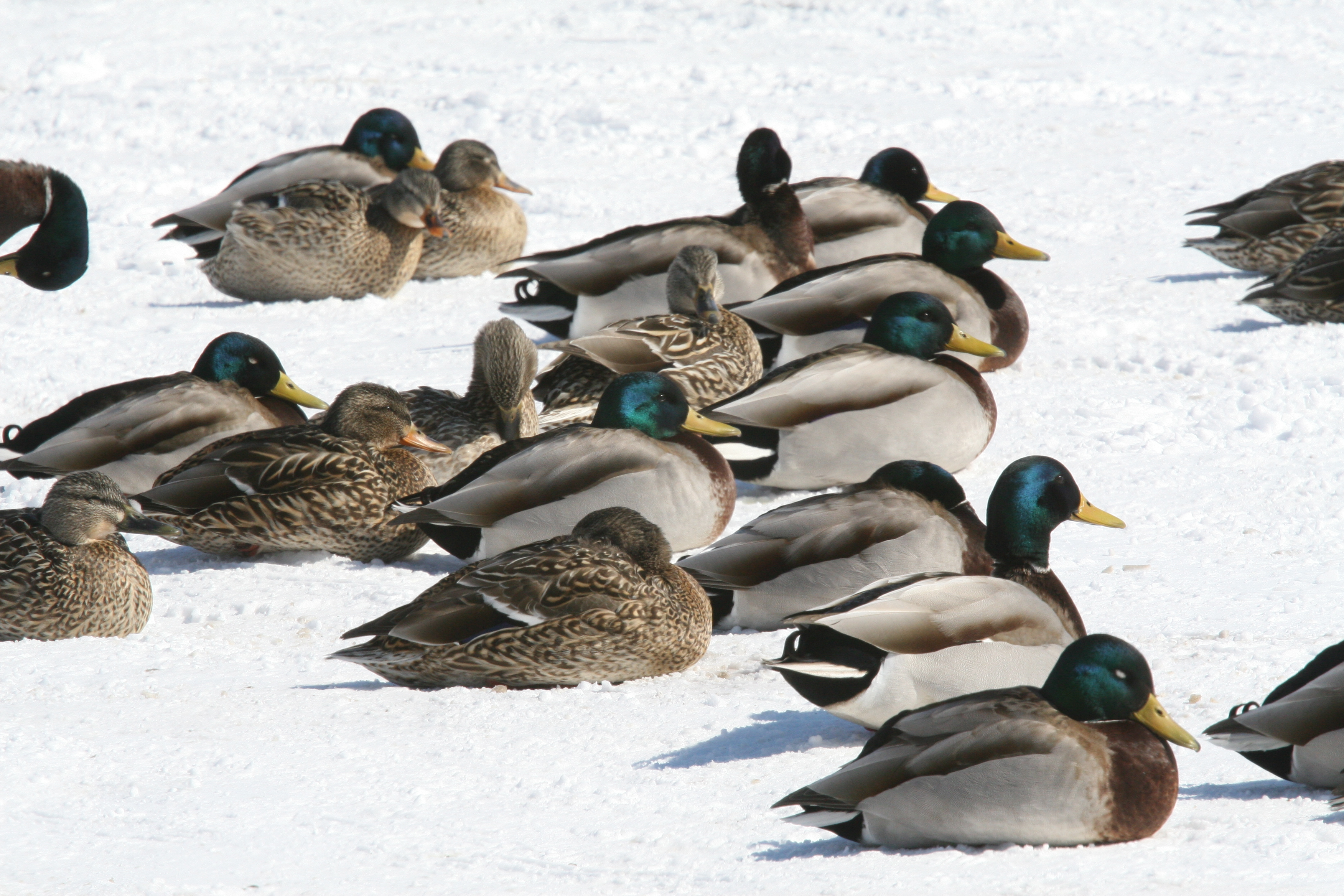
캐나다 눈 속의 청둥오리. 2008년 3월 10일.
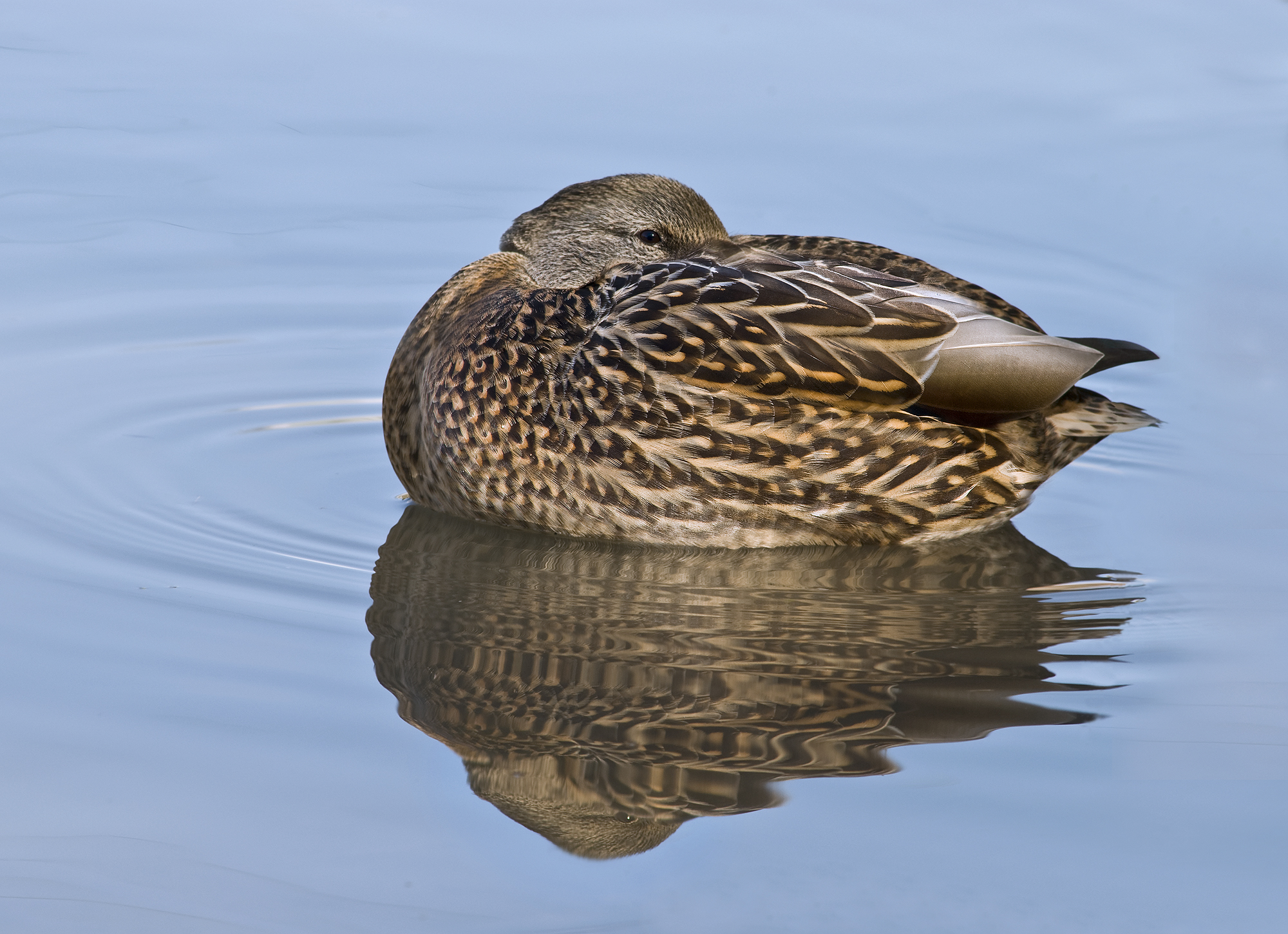
쉬고 있는 암컷 청둥오리
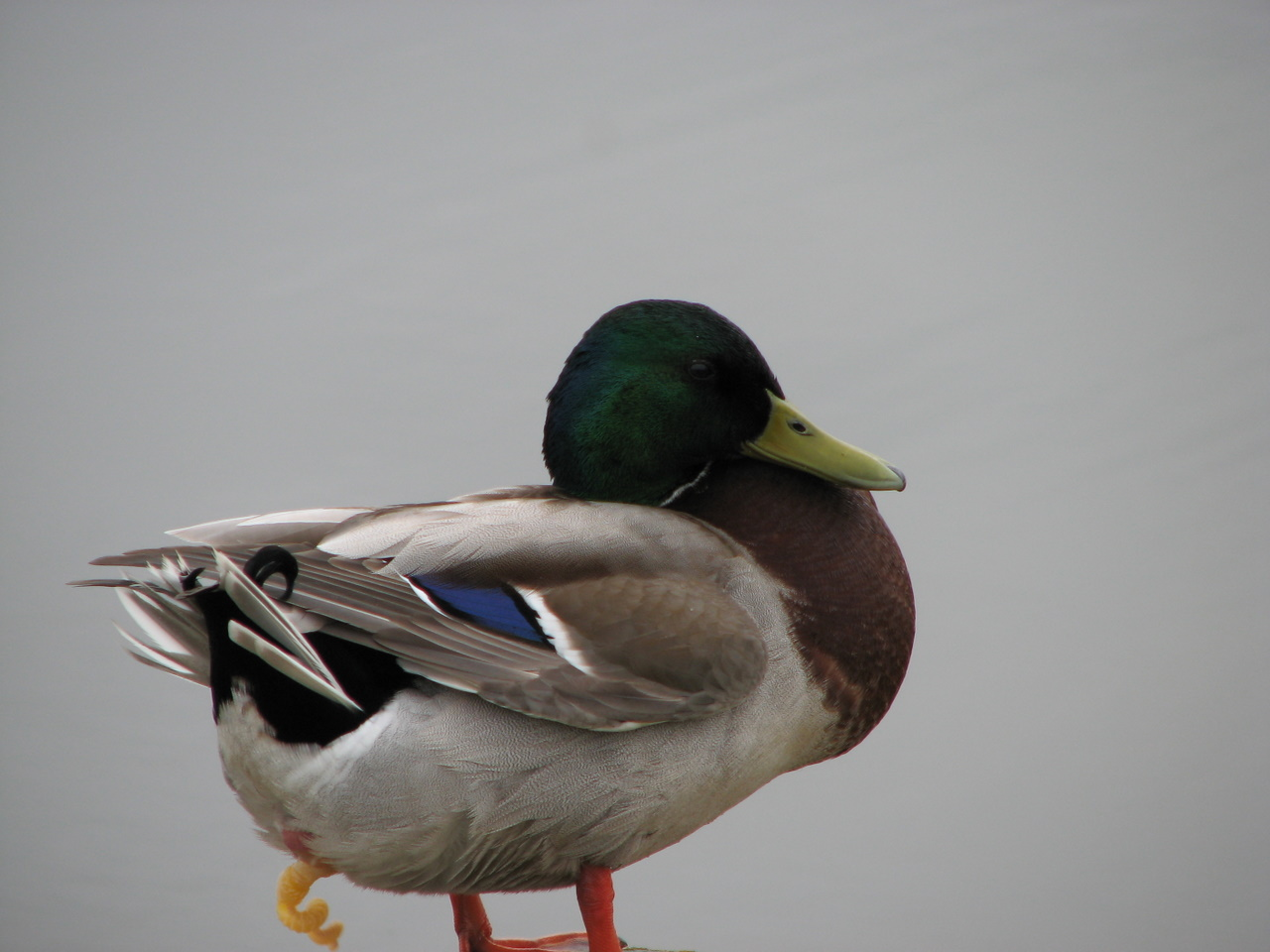
수컷 청둥오리의 음경(노란색)
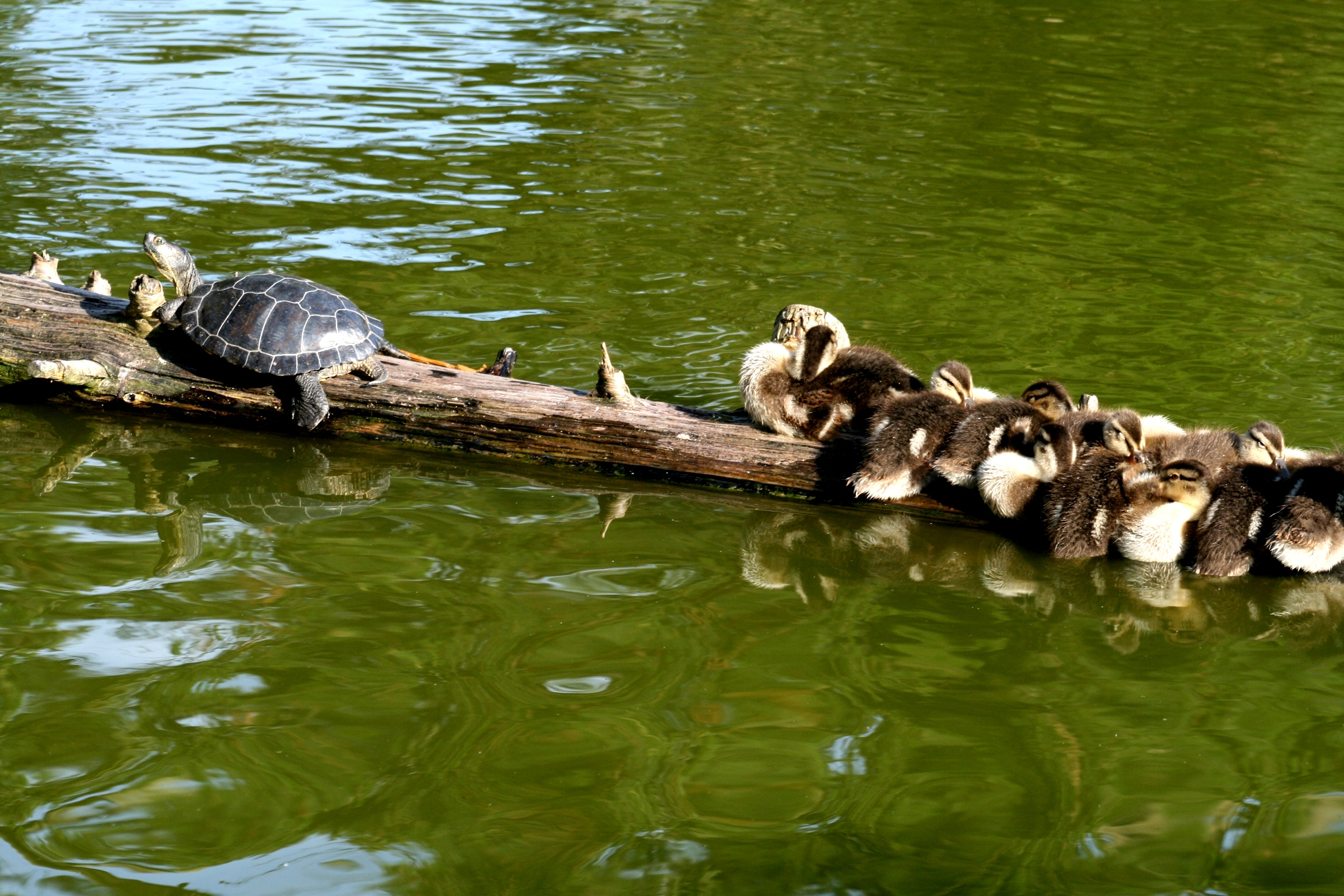
거북이와 새끼 오리들이 서식 환경에 함께 살고 있다
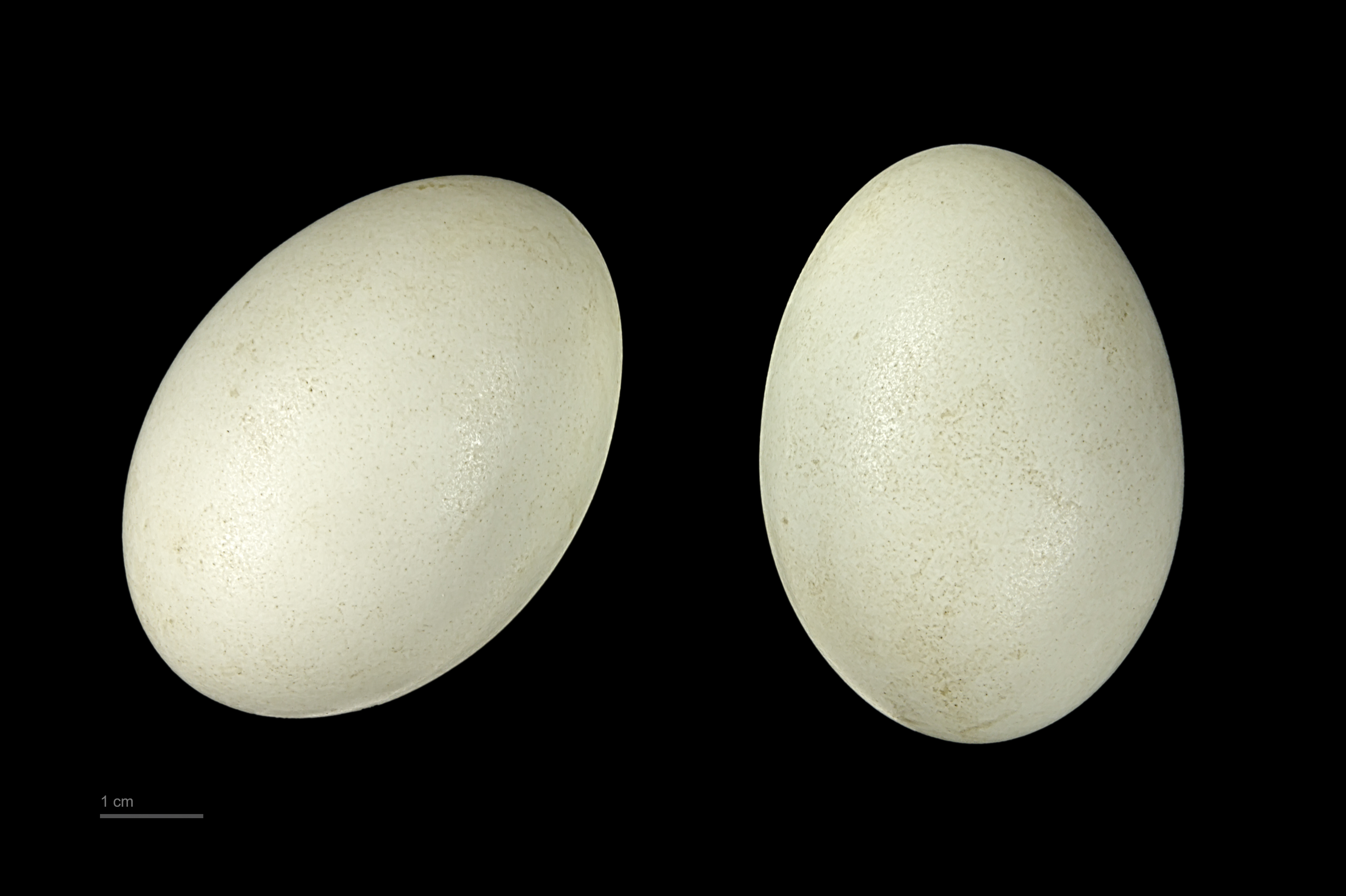
Museum specimen

## 녹색광택머리
청둥오리는 넓적부리오리, 비오리와 같이 녹색광택머리를 가지고 있다.

## 같이 보기
- 흰뺨검둥오리

## 참고 문헌
- 이 문서에는 다음커뮤니케이션(현 카카오)에서 GFDL 또는 CC-SA 라이선스로 배포한 글로벌 세계대백과사전의 내용을 기초로 작성된 글이 포함되어 있습니다.